# Югуре (1935)
Югуре (Yugure, яп. 夕暮) — ескадрений міноносець Імперського флоту Японії, який брав участь у Другій світовій війні.
Корабель, який став шостим серед есмінців типу «Хацухару» (та другим у підтипі «Аріаке»), спорудили у 1935 році на верфі ВМФ у Майдзуру.
На момент вступу Японії до Другої світової війни «Югуре» належав до 27-ї дивізії ескадрених міноносців, яка за планами японського командування певний час повинна була залишатись у водах метрополії. 7 грудня 1941-го «Югуре» разом з іншими есмінцями вийшов із Внутрішнього Японського моря до островів Огасавара для супроводу великого з'єднання лінкорів. Останнє, в разі потреби, мало надати допомогу ударному авіаносному з'єднанню («Кідо Бутай»), яке поверталось після удару по Перл-Гарбору. Втім, японські авіаносці ніхто не переслідував і 13 грудня лінкори повернулись до Куре. А з 18 по 23 грудня «Югуре» виходив у море для зустрічі та супроводу самого «Кідо Бутай».
12—17 січня 1942 «Югуре» та ще 4 есмінці ескортували з Японії до Палау (на заході Каролінських островів) авіаносці «Хірю» та «Сорю». 21 січня останні вийшли з бази, 24 числа завдали удару по острову Амбон, а 25—26 січня побували в Давао на південному узбережжі філіппінського острова Мінданао. У цьому рейді їх супроводжували «Югуре» та ще 3 есмінці (оскільки п'ятий есмінець придали двом важким крейсерам, які забезпечували прикриття десантних операцій на сході Нідерландської Ост-Індії та нещодавно тимчасово втратили один з есмінців своєї охорони, що через пошкодження відбув на ремонт).
Наприкінці січня «Сорю» і «Хірю» повернулись на Палау, де перебували понад два тижні. За цей час сюди прибули ще 2 авіаносці і 15 лютого 1942-го «Югуре», ще 7 есмінців та легкий крейсер вийшли з Палау для супроводу ударного з'єднання (3 авіаносці, 2 важкі крейсери), що 19 лютого завдало удару по австралійському Порт-Дарвін. 21 лютого загін прибув до затоки Старінг-Бей (північно-східний півострів острова Целебес).
25 лютого 1942-го «Югуре» разом з 11 іншими есмінцями та легким крейсером вирушили зі Старінг-Бей у складі охорони з'єднання, яке включало 4 авіаносці, 4 лінкори та 5 важких крейсерів. Завданням цих сил була підтримка вторгнення на Яву та перехоплення ворожих кораблів, що спробують полишити острів. 1 березня «Югуре» взяв участь у потопленні нідерландського судна Modjokerto, яке намагалось пройти з Чілачапу до Австралії. 11 березня «Югуре» повернувся до Старінг-Бей.
11 березня 1942-го «Югуре» та ще один есмінець почали супроводжувати конвой до Японії та 19 березня досягнули затоки Ісе на східному узбережжі Хонсю, після чого попрямували до Сасебо (обернене до Східнокитайського моря на узбережжі Кюсю), куди прибули 22 березня. Тут корабель пройшов короткочасний доковий ремонт.
15 квітня 1942-го «Югуре» та 3 інші есмінці дивізії вийшли з Японії до Мако (важлива база ВМФ на Пескадорських островах у південній частині Тайванської протоки). 18 квітня у Мако прибули два авіаносці, які поверталися з рейду до Індійського океану. Всього в останньому брали участь п'ять авіаносців, проте три інші з урахуванням технічного стану відправили до Японії на ремонт, тоді як «Сьокаку» та «Дзуйкаку» виявилось можливим використати в операції із оволодіння Порт-Морсбі на оберненому до Австралії узбережжі Нової Гвінеї. У межах цих планів «Югуре» супроводив зазначені авіаносці на атол Трук у центральній частині Каролінських островів (тут ще до війни створили потужну базу японського ВМФ), куди загін прибув 25 квітня. Тут до загону з Мако приєднались 2 важкі крейсери, які під охороною 2 есмінців прибули з Японії, і 1 травня ці сили рушили в похід. Спершу вони прямували в південно-східному напрямку, а за кілька діб обігнули Соломонові острови зі сходу та змінили курс на західний. 8 травня відбулась битва в Кораловому морі, під час якої «Сьокаку» зазнав значних пошкоджень та відбув на ремонт під охороною «Югуре» (до ранку 9 травня супровід також забезпечував есмінець «Усіо», а 10 числа приєднався есмінець «Садзанамі»). 12 травня західніше від Маріанських островів загін зустріли три есмінці, які вислали з Філіппін (після цього «Садзанамі» попрямував на Сайпан), а 17 травня весь загін досягнув Куре.
29 травня 1942-го «Югуре» вийшов у море в межах мідвейсько-алеутської операції, під час якої він та ще 10 есмінців і 2 легкі крейсери охороняли загін адмірала Такасу Сіро, який мав 4 лінкори та повинен був забезпечувати прикриття операцій на Алеутах. Певний час угруповання Сіро рухалось разом із головними силами адмірала Ямамото, а вранці 4 червня відокремилось та попрямувало до визначеного йому району. Оскільки американці не задіяли надводні кораблі для протидії висадці японців на заході Алеутського архіпелагу, загін Сіро так і не вступив у бій, а 17 червня прибув до Японії.
7 серпня 1942-го союзники висадились на сході Соломонових островів, що започаткувало шестимісячну битву за Гуадалканал та змусило японське командування перекидати сюди підкріплення. 11 серпня «Югуре» та ще 9 есмінців вирушили для ескорту великого загону надводних кораблів (включав 1 лінкор, 5 важких та 1 легкий крейсер, 1 гідроавіаносець), що вийшов із Йокосуки та 17 серпня прибув на атол Трук у центральній частині Каролінських островів (тут ще до війни створили потужну базу японського ВМФ, з якої до лютого 1944-го провадились операції у цілому ряді архіпелагів).
Втім, на відміну від більшості кораблів загону, «Югуре» спершу використали для операції на південному сході Мікронезії, де американці з метою відвернення уваги ворога від Соломонових островів провели диверсійний рейд на острів Макін (острови Гілберта). 18 серпня 1942-го «Югуре» вийшов з Труку, а 22 серпня обстріляв острів Оушен, в результаті чого зазнали пошкоджень різноманітні адміністративні та суспільні будівлі, проте обійшлося без людських жертв. 26 серпня сформована з екіпажу «Югуре» партія висадилась на Оушені (можливо відзначити, що ще у лютому австралійці евакуювали звідси свої нечисленні сили). 30 серпня її змінила прислана з Труку рота, після чого «Югуре» відбув на атол Джалуїт, звідки вирушив до Соломонових островів на якірну стоянку Шортленд (прикрита групою невеликих островів Шортленд акваторія біля південного завершення острова Бугенвіль, де зазвичай відстоювались бойові кораблі та перевалювались вантажі для подальшої відправки далі на схід архіпелагу).
2 та 5 вересня 1942-го «Югуре» виходив у транспортні рейси до Гуадалканала, а 8 вересня попрямував до цього острова у складі загону з легкого крейсера та 8 есмінців, який мав завдання на пошук ворожих кораблів та обстріл сил супротивника на Тулагі (острівець в протоці північніше від Гуадалканала). Після цього «Югуре» почав діяти в інтересах дивізії гідроавіаносців та протягом вересня і жовтня здійснив сім походів до затоки Реката на північному узбережжі острова Санта-Ісабель в центральній частині Соломонових островів, де була база японської гідроавіації. Крім того, 12 жовтня есмінець виходив з Шортленду для зустрічі гідроавіаносців «Ніссін» і «Тітосе», що повертались із транспортного рейсу (висока швидкість цих кораблів дозволила залучити їх до постачання Гуадалканалу). Надалі «Югуре» повернувся до транспортних рейсів на Гуадалканал та полишав Шортленд з цією метою 2, 5 та 8 листопада 1942-го.
Тим часом японське командування готувало проведення до острова великого конвою з підкріпленнями (що в підсумку вилилось у вирішальну битву надводних кораблів біля Гуадалканалу). За японським задумом, напередодні підходу транспортів два лінкори адмірала Абе мали провести артилерійський обстріл аеродрому Гендерсон-Філд (за місяць до того така операція була здійснена доволі вдало). «Югуре» не включили безпосередньо до загону Абе, проте разом з двома іншими есмінцями він вийшов з Шортленду та наблизився до району майбутньої операції, щоб нести дозорну службу в районі островів Рассел, які лежать за п'ять десятків кілометрів на північний захід від Гуадалканалу. В ніч проти 13 листопада біля Гуадалканалу кораблі Абе перестріло американське з'єднання із крейсерів та есмінців, яке зазнало значних втрат, проте зірвало обстріл аеродрому. Один з японських лінкорів — «Хіей» — унаслідок пошкоджень не зміг полишити район та в підсумку був добитий авіацією. «Югуре» перебував поряд з «Хіей» під час бою з літаками, а потім провадив операцію зняття з нього екіпажу. Бої біля Гуадалканалу тривали ще дві доби, проте «Югуре» так і не взяв у них участі, а 18 листопада прибув на Трук.
28 листопада — 3 грудня 1942-го «Югуре» здійснив перехід назад на Шортленд та знову розпочав виходи на схід Соломонових островів. 3 та 9 грудня есмінець ходив до Гуадалканала, причому в першому рейсі виконував функцію прикриття, 12 та 15 грудня «Югуре» разом з есмінцем «Амагірі» знову відвідав Рекату. З 18 по 23 грудня есмінець супроводжував конвої між Шортлендом та Рабаулом, а 26 числа вийшов з останнього разом зі ще 5 есмінцями для доставки загону на схід архіпелагу Нью-Джорджія (центральні Соломонові острови), де японці на тлі несприятливого розвитку подій на Гуадалканалі ще з листопада почали облаштовувати нові бази. Здійснивши 27 грудня висадку на якірній стоянці Вікхем (острів Вагуну), загін 28 грудня повернувся до Рабаула.
1—4 січня 1943-го «Югуре» супроводив конвой з Рабаула на Трук, а 7—12 січня разом з зі ще 4 есмінцями ескортував авіаносець, лінкор та важкий крейсер з Труку до Японії. Тут «Югуре» пройшов ремонт у Сасебо, під час якого, зокрема, застарілу 40-мм зенітну гармату замінили на спарену установку 25-мм зенітних автоматів.
Невдовзі «Югуре» задіяли у операції «Хей Го», метою якої була доставка нових військових контингентів для посилення гарнізонів на північному узбережжі Нової Гвінеї. 3—9 лютого 1943-го есмінець супроводив конвой до китайського порту Циндао, а 12—21 лютого ескортував звідси до Палау (важливий транспортний хаб на заході Каролінських островів) четвертий ешелон конвою «Хей № 3 Го». Тут до загону приєднались ще два есмінці і 22—26 лютого четвертий ешелон з підсиленою охороною здійснив останній перехід до Веваку (головна японська база на півночі острова). Після цього «Югуре» 28 лютого — 2 березня пройшов з Веваку на Трук, куди доставив технічний персонал із команди легкого авіаносця «Дзуйхо» (за кілька тижнів до того його відрядили з Труку до Нової Гвінеї).
8—13 березня 1943-го «Югуре» разом зі ще одним есмінцем супроводили з Труку до Йокосуки ескортний авіаносець «Чуйо», а 22—27 березня «Югуре» та ще 3 есмінці ескортували з Куре на Трук авіаносці «Дзюнйо» та «Хійо».
5—6 квітня «Югуре» 1943-го виходив з Труку, щоб супроводити на початковому етапі переходу танкер «Нічієй-Мару» (ворожі підводні човни особливо активно діяли в околицях цієї японської бази). А 8—10 квітня «Югуре» разом зі ще 2 есмінцями й легким крейсером виходив для допомоги торпедованому підводним човном судну-рефрижератору «Косєй-Мару». Останнє намагались відбуксирувати на Трук, проте воно в підсумку затонуло.
14 квітня 1943-го під час патрулювання південніше від Труку «Югуре» зіткнувся з судном «Муко-Мару» та отримав незначні пошкодження, які протягом 15—15 квітня усунули за допомогою ремонтного судна «Акасі».
8—13 травня 1943-го «Югуре» разом зі ще трьома есмінцями супроводив до Японії лінкор, 2 ескортні авіаносці та 2 важкі крейсери. А 10 червня він разом з іншим есмінцем почали ескортувати з Йокосуки на Трук авіаносець «Хійо». Втім, уже за 5 годин після початку походу «Хійо» був торпедований підводним човном і втратив хід. Надалі авіаносцю вдалось повернути здатність рухатися з невеликою швидкістю і він під охороною есмінців та легкого крейсера, який прибув на допомогу, дійшов до Токійської затоки.
16 червня 1943-го «Югуре» знову вирушив до Океанії, разом зі ще 8 есмінцями, здійснюючи ескортування великого угруповання (1 легкий та 2 ескортні авіаносці, 2 лінкори та 2 важкі крейсери) з Японії на Трук. 21 червня цей загін прибув до пункту призначення, після чого «Югуре» пройшов на Труці певний ремонт та отримав спарену установку 25-мм зенітних автоматів.
30 червня 1943-го американці висадились на островах Нью-Джорджія в центральній частині Соломонових островів, що започаткувало тримісячну битву. Як наслідок, 6—9 липня «Югуре» супроводив легкий крейсер «Сендай» з Труку до якірної стоянки Шортленд.
9 липня 1943-го «Югуре» здійснив рейс до Коломбангари (центральна частина архіпелагу Нью-Джорджія) у складі групи прикриття. Таку саме функцію він виконував і 12 числа, коли рушив на схід разом з 9 іншими есмінцями. У ніч проти 13 липня їм довелось вступити в бій з ворожим загоном, відомий як битва при Коломбангарі. У ній «Югуре» разом з іншими кораблями взяв участь у торпедній атаці, внаслідок якої потоплено есмінець USS Gwin та пошкоджено легкий крейсер USS Honolulu і есмінець USS St. Louis.
Невдовзі «Югуре» перейшов до Рабаула і ввечері 18 липня 1943-го вийшов звідси, щоб разом з 3 іншими есмінцями та легким крейсером супроводжувати 3 важкі крейсери, завданням яких був пошук ворожих сил, а також прикриття ще 3 есмінців, що доставляли підкріплення в район бойових дій. У ніч проти 20 липня в районі Коломбангари загін став ціллю для ворожих бомбардувальників, які скинули бомби за показаннями радарів. «Югуре», поцілений 908-кг бомбою, вибухнув та одразу затонув. Відтак на місце загибелі корабля повернувся есмінець «Кійонамі», який підібрав близько двох десятків моряків. Втім, за три години сам «Кійонамі» був уражений бомбою в погріб боєзапасу, вибухнув та затонув з усіма, хто перебували на борту.